# Oecetis daytona
Oecetis daytona är en nattsländeart som beskrevs av Ross 1947. Oecetis daytona ingår i släktet Oecetis och familjen långhornssländor. Inga underarter finns listade i Catalogue of Life.